# Régi takarékpénztár (Szekszárd)

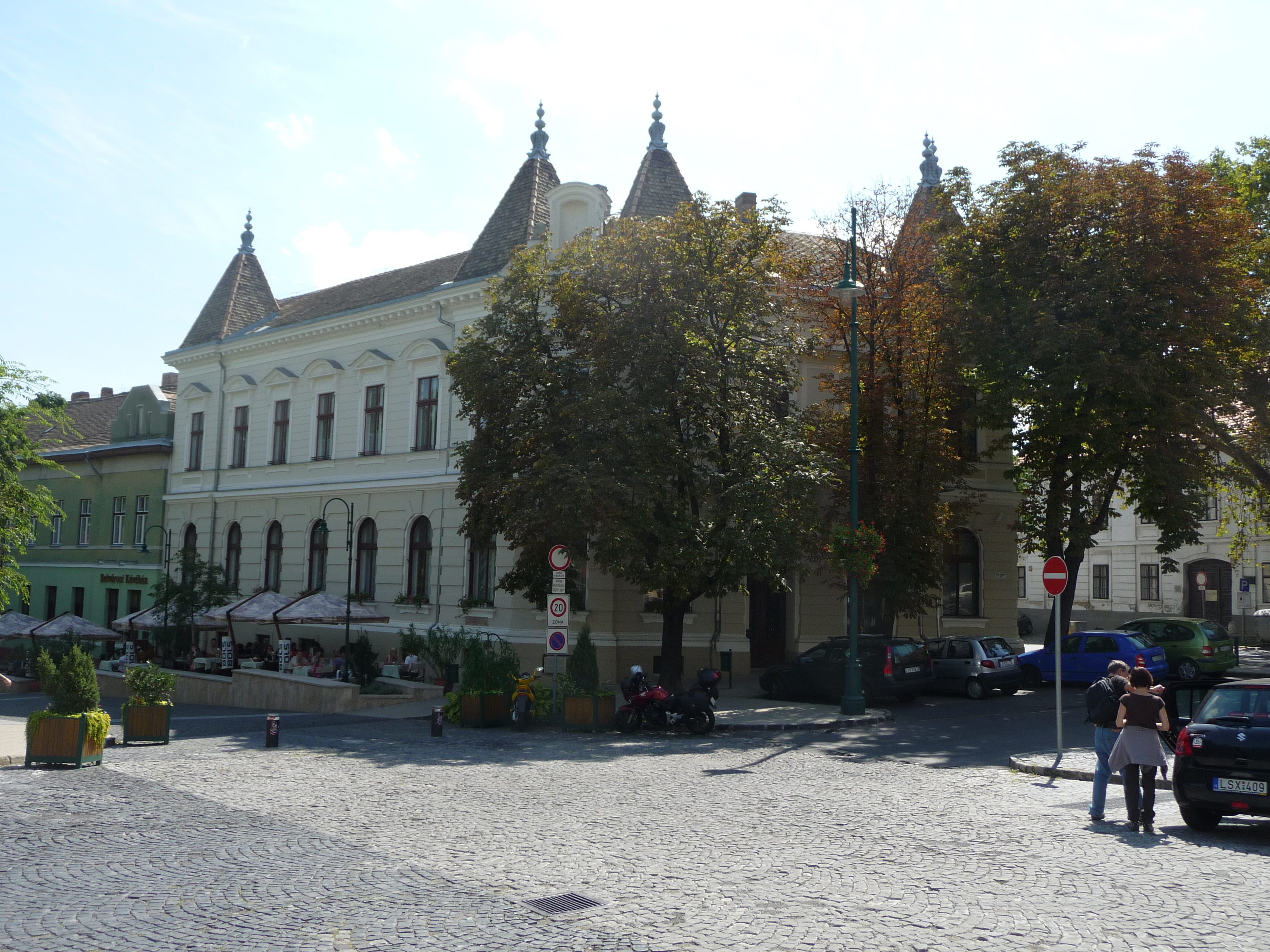
A régi takarékpénztár

A régi takarékpénztár Szekszárd belvárosának egyik meghatározó épülete a Garay tér és a Béla tér határán, a Bezerédj utca sarkán (Garay tér 18).

## A ház története
Az 1846-ban alapított Szegzárdi Takarékpénztár, 1855–1896 között a Tormay-házban működött. Az 1855. évben szerzett saját hajlék nem sokáig adta meg a takarékpénztárnak a remélt kényelmet. Az üzleti élet fejlődésével az intézet ugyan teljesen kiszorítja a földszintet elfoglaló lakókat, de az így nyert helyiség, a gyakori tatarozgatás és bővítés dacára sem elég, hogy az évekkel fokozódó igényeket kielégítse. Az 1866. évi március 8-iki közgyűlésen elhatározzák, hogy az intézet házára még egy emeletet építenek. A választmány a terveket Wágner János budapesti épitéssszel el is készítteti, a május 14-iki közgyűlés azonban nem találja a válságos időt az építkezésre alkalmasnak.  1895-ben Őrffy Lajos elnöksége(1887-1914) alatt elhatározták, hogy új székházat építenek a szomszédos telken. Az épületet Fittler Kamill budapesti műépítész tervezte, és a helybeli Hája Béla építette föl a pénztár fennállásának 50. évfordulójára.
Az épületben jelenleg egy bankfiók, néhány hivatali iroda, illetve kisvállalkozás és egy söröző működik.

## Az épület
Az épület díszei funkciójára utalnak: az ablakok timpanonjában a takarékosság jelképeként egy-egy méhecske látható. A tető sarkán, a míves bádogdíszű tornyocskák közötti apszisban egykor Mercurius szobra állt, mellette kétoldalt ma is látható a két méhkas.
Falán emléktábla jelzi, hogy itt született Mészöly Miklós író (1921–2001).